# André Salmon
André Salmon (Parigi, 4 ottobre 1881 – Sanary-sur-Mer, 12 marzo 1969) è stato un poeta francese.

## Biografia
André Salmon fu uno dei più grandi difensori del cubismo assieme a Apollinaire e Raynal. Nato a Parigi da un padre acquafortista, visse a San Pietroburgo dove suo padre fu invitato dal 1896 al 1901 (egli parlava russo fluentemente). 
Di ritorno a Parigi, frequentò le serate della La Plume dove incontrerà figure determinanti: Mécislas Golberg, destinato a influenzare la sua giovinezza, Picasso, Max Jacob e Apollinaire che diverranno suoi amici.
Nel 1908, andò a vivere al Bateau-Lavoir. Egli fu uno dei sostenitori de Les Demoiselles d'Avignon di Picasso. Fu lo stesso Salmon a presentare l'opera all'esposizione del Salon d'Antin. Successivamente sosterrà Henri Hayden nel 1912 e Moïse Kisling nel 1919.
Dal 1909 al 1910 scrisse per L'Intransigeant dove cederà il posto ad Apollinaire. Passò allora al Paris journal nel 1910 sotto lo pseudonimo di « La Palette ». Nel 1912 controbatté le proposte di Louis Vauxcelles nel Gil Blas. Dal 1913 al 1914 mantenne la cronaca dei Salons assieme ad Apollinaire nella rivista Montjoie! di Ricciotto Canudo.
La sua prima selezione Poèmes e Féeries verrà seguita nel 1910 da Le Calumet: sono le sue prime pubblicazioni in volume. Nel 1912 egli fece uscire La Jeune Peinture française. In quest'opera comprendente «Histoire anecdotique du cubisme», rivelò per primo l'esistenza del celebre quadro Les demoiselles d'Avignon.
Amico di Jean Moréas e di Edmond-Marie Poullain, divenne segretario della rivista Vers et Prose creata da Paul Fort. Assieme a Géo Norge, Pierre Bourgeois, Georges Linze, Claire et Yvan Goll, Maurice Carême, Edmond Vandercammen, René Verboom e altri, fondò il Journal des Poètes nel 1931. Creerà anche la rivista Les Nouvelles de la République des Lettres. Fu vicino al gallerista Léopold Zborowski e ai suoi artisti: Amedeo Modigliani, Marc Chagall, Moïse Kisling e René Iché.
Durante l'occupazione continuò a lavorare al Petit Parisien dove resterà per più di venti anni. Dovette affrontare un processo per collaborazionismo, nel quale fu inizialmente condannato a cinque anni, ma poté godere dell'aministia. Nel 1946 scelse come sua residenza stabile Bréhal. Nel 1964 ottenne il grand Prix de poésie de l'Académie française.